# Vorgartenstraße
Vorgartenstraße – jedna ze stacji metra w Wiedniu na linii U1. Została otwarta 3 września 1982.
Znajduje się w 2. dzielnicy Leopoldstadt. Jest usytuowana bezpośrednio pod Lassallestraße i rozciąga się pomiędzy Radingerstraße i Vorgartenstraße.